# 2-氨基嘧啶
2-氨基嘧啶是一种有机化合物，化学式为C4H5N3。它是可溶于水的白色固体。它可由2-氯嘧啶或2-溴嘧啶的氨化反应得到。

## 反应
2-氨基嘧啶在乙醇中可被碘甲烷甲基化，产率90%。碘甲烷在苯中和氨基锂存在下可再次甲基化反应产生的2-(甲氨基)嘧啶，但产率较低，只有31%。
它和N-溴代丁二酰亚胺在乙酸铵的存在下于乙腈中反应，可以得到2-氨基-5-溴嘧啶。